# Эволюционное самоубийство
Эволюционное самоубийство — эволюционное явление, при котором процесс адаптации приводит к вымиранию популяции. Таким образом, даётся альтернативное объяснение вымирания, которое происходит из-за неправильной адаптации, а не из-за неспособности адаптироваться. 
Например, можно выбрать особей, которые будут уничтожать собственную пищу (например, перейдут от употребления в пищу взрослых растений к поеданию ростков) и тем самым истощать популяцию своих пищевых растений. Отбор отдельных особей теоретически может привести к адаптациям, которые угрожают выживанию популяции. Большая часть исследований эволюционного самоубийства использовала метод математического моделирования адаптивной динамики, в котором генетические изменения изучаются вместе с динамикой популяции. Это позволяет модели предсказать, как изменится плотность популяции, если в неё вторгнется так называемый мутант-камикадзе с определённым фенотипическим признаком. Поначалу мутант-камикадзе имеет преимущество в размножении, но как только он распространяется по всей популяции, она гибнет.
Эволюционное самоубийство также называют дарвиновским вымиранием, эволюцией к вымиранию и эволюционным коллапсом. Эта идея по своей сути схожа с трагедией общих ресурсов и тенденцией нормы прибыли к понижению, а именно, что все они являются примерами накопления индивидуальных изменений, приводящих к коллективной катастрофе, которая сводит на нет эти индивидуальные изменения. 
Многие адаптации, по-видимому, оказывают негативное влияние на динамику популяции, например, детоубийство со стороны самцов львов или выработка токсинов бактериями. Однако эмпирическое установление того, что вымирание было однозначно вызвано процессом адаптации, — нетривиальная задача.